# Faglia anatolica settentrionale

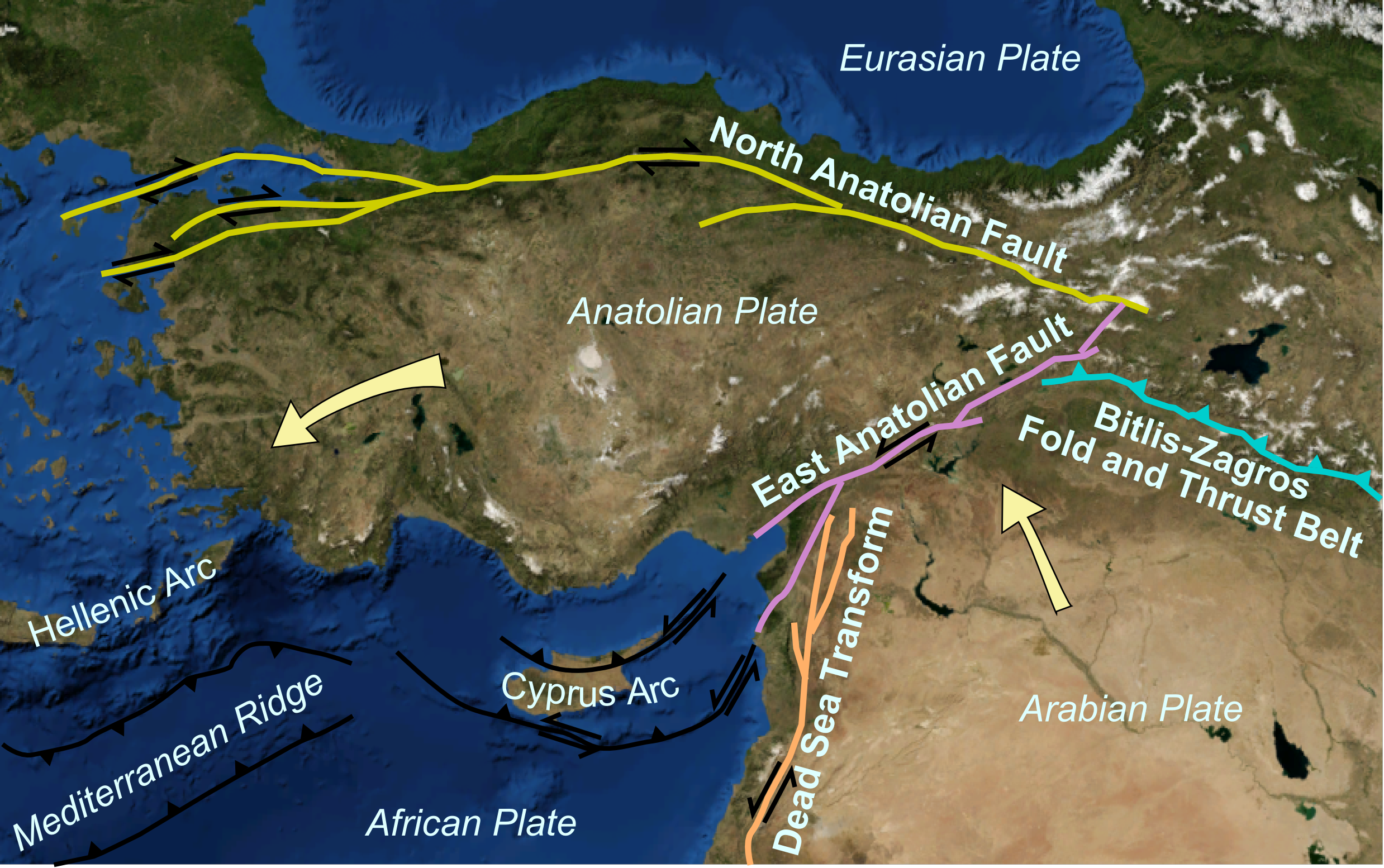
Principali strutture dell'area

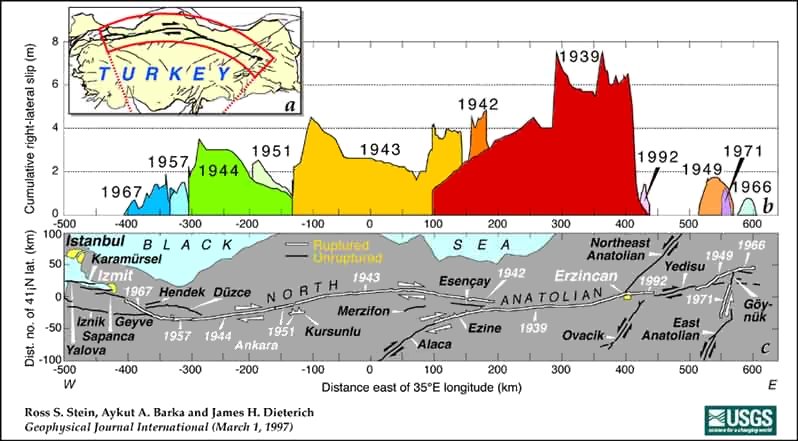
Relazione tra le dislocazioni della faglia anatolica settentrionale e i terremoti del XX secolo nell'area

La faglia anatolica settentrionale è una grande struttura geologica con movimento destrorso e orientamento E-W, situata nella parte settentrionale della Turchia. Si genera nel punto triplo di Karlıova, dove incontra la faglia anatolica orientale, e prosegue verso ovest sino ad arrivare nel mare Egeo per una lunghezza di circa 1.500 km. Essa corre circa 20 km a sud di Istanbul.
Corrisponde al confine tettonico tra la placca euroasiatica e la placca anatolica.